# Massimo Farioli
Massimo Farioli (Bondeno, 24 agosto 1977) è un ex cestista italiano.

## Carriera
Cresciuto nelle giovanili dell'Amadio Modena, ha poi giocato tanti anni tra Legadue e Serie B, calcando tra l'altro i parquet di Sutor Montegranaro, Reyer Venezia, Triboldi Soresina, Casale Monferrato, Fulgor Forlì, Leonessa Brescia.
Dal 2015 è il Responsabile del Settore Giovanile della Pallacanestro Sassuolo.